# Ivan Saraiva de Souza
Ivan, właśc. Ivan Saraiva de Souza (ur. 18 stycznia 1982 w Campinas w stanie São Paulo) – brazylijski piłkarz występujący na pozycji obrońcy.

## Kariera piłkarska

### Kariera klubowa
Wychowanek Athletico Paranaense, w którym w 2003 rozpoczął karierę piłkarską. W styczniu 2005 został na pół roku wypożyczony do ukraińskiego Szachtara Donieck. W 2007 grał na zasadach wypożyczenia w Fluminense FC. Na początku 2008 przeszedł do tureckiego Gaziantepsporu.

## Sukcesy i odznaczenia

### Sukcesy klubowe
- mistrz Brazylii: 2001
- wicemistrz Brazylii: 2004
- mistrz Ukrainy: 2005
- mistrz stanu Paraná: 2002
- finalista Pucharu Ukrainy: 2005
- zdobywca Pucharu Brazylii: 2007